# Rémi Bassereau
Rémi Bassereau (* 26. Februar 1999 in Paris) ist ein französischer Volleyball- und Beachvolleyballspieler. 

## Karriere Hallen-Volleyball
Der aus dem Département Essonne stammende Sportler  erreichte mit der U20-Nationalmannschaft 2016 den neunten Rang bei der Europameisterschaft, ein Jahr später gelang mit der U19 bei den Welttitelkämpfen der fünfte Platz. Das Team wurde außerdem Sechster bei der EM und gewann die Silbermedaille beim Europäischen Olympischen Jugendfestival (EYOF). Während dieser Zeit war der Verein von Rémi Bassereau Entente Sportive Yerroise Volleyball. Anschließend wechselte er zu Montpellier UC. Mit diesem Sportclub wurde er Fünfter und Sechster in der Meisterschaft, zwei Mal Neunter im französischen Pokalwettbewerb und Fünfter im CEV-Pokal. Ab der Saison 2019/20 schmetterte und baggerte Basserau für Narbonne Volley. In der Liga und im Landespokal reichte es nur zu einem vierten und mehreren fünften Rängen. Mit dem Gewinn des Challenge Cup gelang dem Athleten 2022 mit dem Verein aus der Region Okzitanien sein größter Erfolg im Sport in der Halle. Anschließend konzentrierte sich Basserau auf seine Beachkarriere.

## Karriere Beachvolleyball

### Jugend und Junioren
2015 gewann Rémi Bassereau mit seinem Partner Timothée Platre die U18-Europameisterschaft in Riga. Ein Jahr später standen sie bei der gleichen Veranstaltung in Brünn ein weiteres Mal auf dem Podest. Die Bronzemedaille war ihr Lohn. Ebenfalls das Halbfinale erreichten sie bei den U19-Welttitelkämpfen in Larnaka. Ab 2017 konzentrierte sich Basserau zunächst nur noch auf Hallenvolleyball.

### Senioren
2021  nahm Basserau zum ersten Mal wieder an einer Veranstaltungen im Sand teil und erreichte bei einem nationalen Event mit Romain Di Giantommaso gleich das Finale. Mit seinem neuen Partner Julien Lyneel stand der gebürtige Pariser im November 2022 beim Challenge- in Torquay und anschließend beim Elite16-Turnier am gleichen Ort im Achtelfinale. Nach den ersten Wettbewerben in der folgenden Saison mit Lyneel erkämpften Arnaud Loiseau und Basserau bei den französischen Meisterschaften die Bronzemedaille, mit Arnaud Gauthier-Rat gelang der neunte Platz bei den Europameisterschaften sowie der Finaleinzug beim Future in Montpellier. Wieder an der Seite von Lyneel blieb der Auftritt bei der WM satz- und sieglos. Das beste Ergebnis der beiden war 2023 ein geteilter fünfter Rang beim Challenge-Event im mexikanischen La Paz. Eine Saison später konnten sie beim gleichwertigen Event in Saquarema als Bronzemedaillengewinner ihr jemals bestes Resultat ihrer gemeinsamen Karriere bis zu diesem Zeitpunkt erkämpfen. Nach dem Viertelfinaleinzug beim Challenge in Guadalajara und einigen erfolglosen Versuchen, das Hauptfeld eines Elite16 zu erreichen, siegten sie gemeinsam mit Arnaud Gauthier-Rat und Téo Rotar beim Nations Cup und sicherten so ihrem Heimatland den zweiten Startplatz bei den Olympischen Spielen im Männerbereich. In Paris blieben sie satz- und sieglos. Seit der Europameisterschaft bilden Calvin Ayé und Basserau ein Beachduo. Sie wurden Gruppenzweite, verloren jedoch in der ersten Hauptrunde. Mit Samuele Cottafava gewann Rémi Bassereau einen Monat später zwar die letzte Etappe der italienischen Meisterschaft. Der Titel ging jedoch an die im Endspiel unterlegenen Daniele Lupo und Ivan Zaytsev, die zuvor mehr Punkte gesammelt hatten. Wieder mit seinem neuen Standardpartner trat der Franzose bei den letzten drei Challenge-Wettbewerben des Jahres an. Die beiden wurden Fünfte in Haikou und jeweils Siebte in Chennai und Nuvali. Auch bei der Europameisterschaft 2025 in Düsseldorf schieden Ayé/Bassereau in der ersten KO-Runde aus. Anschließend erreichten sie beim Challenge-Event in Baden den dritten Platz.

## Familie
Rémi Bassereau kommt aus einer Volleyballfamilie. Sowohl seine Eltern als auch seine Brüder betreiben diese Sportart. Vater Christian war außerdem viele Jahre Präsident von Entente Sportive Yerroise.